# Дойникова, Валентина Николаевна
Валентина Николаевна Дойникова (в замужестве Бутова; 1928—?) — передовик советского сельского хозяйства, советский хозяйственный, государственный и политический деятель, звеньевая колхоза «Путь к рассвету» Кромского района Орловской области, Герой Социалистического Труда (1948). Депутат Верховного Совета РСФСР 3-го созыва.

## Биография
Родилась 28 октября 1928 года в деревне Черкасская Кромского района Орловского округа Центрально-Чернозёмной области, ныне — Кромского района Орловской области, в русской крестьянской семье. В 1943 году, в возрасте пятнадцати лет, в годы Великой Отечественной войны, начала свою трудовую деятельность в полеводческой бригаде местного колхоза «Путь к рассвету» (центральная усадьба — деревня Черкасская) Кромского района. С 1947 года стала возглавлять комсомольско-молодёжное звено по выращиванию конопли сорта «южная».
По результатам работы в 1947 году звено Дойниковой добилось высокого урожая: стебля южной конопли было получено 66,65 центнера и семян 14,78 центнера с гектара на площади 2,3 гектара.
Указом Президиума Верховного Совета СССР от 8 апреля 1971 года за получение высоких урожаев ржи и южной конопли в 1947 году Валентине Николаевне Дойниковой присвоено звание Героя Социалистического Труда с вручением ордена Ленина и золотой медали «Серп и Молот».
Завершила обучение в агрономической школы и с 1949 года стала трудиться агрономом в соседнем колхозе «Власть труда» Кромского района Орловской области. В 1951 году успешно сдала экзамены на поступление в Московскую сельскохозяйственную академию имени К. А. Тимирязева. Завершив обучение в ней, с 1953 года, работала в должности агронома в городе Нальчике Кабардинской (с 1957 года — Кабардино-Балкарской) АССР.
В 1962 году приняла решение переехать в город Орёл и была трудоустроена во Всесоюзный институт зернобобовых и крупяных культур (посёлок Стрелецкий Орловского района). Проработала в этом учреждении до выхода на заслуженный отдых в ноябре 1983 года.
Является кандидатом сельскохозяйственных наук. Член ВКП(б)/КПСС. Избиралась депутатом Верховного Совета РСФСР 3-го созыва (1951—1955).
Проживала в городе Орле. Умерла, дата смерти неизвестна.

## Награды
За трудовые успехи была удостоена:
- золотая звезда «Серп и Молот» (30.03.1948)
- орден Ленина (30.03.1948)
- Медаль «За трудовое отличие» (12.03.1949)
- другие медали